# Intertoto Cup 1968
De Intertoto Cup was sinds 1967 een mogelijkheid voor ploegen om in de zomer te kunnen blijven voetballen. Deze editie van 1968 werd zoals gebruikelijk gehouden tijdens deze zomerstop. Er werden alleen groepswedstrijden georganiseerd, omdat het onhaalbaar bleek om nog knock-outronden te spelen na de zomerstop. Clubs hadden daarvoor een te druk programma en de UEFA had bepaald dat ploegen die al aan UEFA-toernooien zoals de twee edities van de Europa Cup meededen, niet mochten deelnemen aan andere toernooien.
Aan deze editie van het toernooi deden 50 ploegen mee. Er waren zes A-groepen van drie teams en acht B-groepen van vier teams. Ploegen in de A-groepen speelden vier wedstrijden, ploegen in de B-groepen speelden er zes. Clubs uit België, Frankrijk, Italië, Nederland, Portugal en de Spaanse Staat speelden in de A-groepen. Clubs uit Denemarken, Oost-Duitsland, Polen, Tsjecho-Slowakije en Zweden speelden in de B-groepen. Clubs uit Oostenrijk, West-Duitsland en Zwitserland speelden in zowel A- als B-groepen.
Het West-Duitse FC Nürnberg was met 7 punten de beste ploeg uit de A-groepen. Hansa Rostock uit Oost-Duitsland en Odra Opole uit Polen deden het met 11 punten het beste in de B-groepen.

## De eindstanden

### Groep A1
| plaats | Club           | Doelpunten | Punten |
| ------ | -------------- | ---------- | ------ |
| 1.     | FC Nürnberg    | 13 : 3     | 7      |
| 2.     | RSC Anderlecht | 7 : 10     | 3      |
| 3.     | Inter Milaan   | 3 : 10     | 2      |

### Groep A2
| plaats | Club            | Doelpunten | Punten |
| ------ | --------------- | ---------- | ------ |
| 1.     | AFC Ajax        | 7 : 3      | 6      |
| 2.     | AC Torino       | 8 : 8      | 3      |
| 3.     | Atlético Madrid | 5 : 9      | 3      |

### Groep A3
| plaats | Club              | Doelpunten | Punten |
| ------ | ----------------- | ---------- | ------ |
| 1.     | Sporting Lissabon | 6 : 5      | 5      |
| 2.     | AS Dukla Praag    | 3 : 2      | 3      |
| 3.     | Rapid Wien        | 4 : 6      | 2      |

De wedstrijd Dukla Praag vs. Rapid Wien werd niet gespeeld.

### Groep A4
| plaats | Club             | Doelpunten | Punten |
| ------ | ---------------- | ---------- | ------ |
| 1.     | Feyenoord        | 8 : 2      | 6      |
| 2.     | AS Saint-Étienne | 2 : 7      | 4      |
| 3.     | Standard Luik    | 5 : 9      | 2      |

### Groep A5
| plaats | Club         | Doelpunten | Punten |
| ------ | ------------ | ---------- | ------ |
| 1.     | Espanyol     | 7 : 3      | 6      |
| 2.     | 1860 München | 9 : 6      | 6      |
| 3.     | Austria Wien | 4 : 11     | 0      |

### Groep A6
| plaats | Club      | Doelpunten | Punten |
| ------ | --------- | ---------- | ------ |
| 1.     | ADO       | 6 : 4      | 6      |
| 2.     | RC Paris  | 5 : 3      | 5      |
| 3.     | FC Lugano | 2 : 6      | 1      |

### Groep B1
| plaats | Club               | Doelpunten | Punten |
| ------ | ------------------ | ---------- | ------ |
| 1.     | FC Karl-Marx-Stadt | 9 : 4      | 8      |
| 2.     | Linzer ASK         | 14 : 10    | 7      |
| 3.     | Helsingborgs IF    | 10 : 9     | 7      |
| 4.     | FC Biel            | 8 : 18     | 2      |

### Groep B2
| plaats | Club                 | Doelpunten | Punten |
| ------ | -------------------- | ---------- | ------ |
| 1.     | Hansa Rostock        | 10 : 3     | 11     |
| 2.     | GKS Katowice         | 4 : 5      | 6      |
| 3.     | Örebro SK            | 14 : 4     | 5      |
| 4.     | FC La Chaux-de-Fonds | 4 : 20     | 2      |

### Groep B3
| plaats | Club              | Doelpunten | Punten |
| ------ | ----------------- | ---------- | ------ |
| 1.     | Slovan Bratislava | 15 : 7     | 10     |
| 2.     | SC Gaswerk Wien   | 12 : 14    | 6      |
| 3.     | Malmö FF          | 9 : 12     | 5      |
| 4.     | Hamburger SV      | 13 : 16    | 3      |

### Groep B4
| plaats | Club             | Doelpunten | Punten |
| ------ | ---------------- | ---------- | ------ |
| 1.     | VSS Košice       | 12 : 6     | 10     |
| 2.     | Szombierki Bytom | 12 : 9     | 8      |
| 3.     | Djurgårdens IF   | 12 : 14    | 4      |
| 4.     | Werder Bremen    | 6 : 13     | 2      |

### Groep B5
| plaats | Club               | Doelpunten | Punten |
| ------ | ------------------ | ---------- | ------ |
| 1.     | Lokomotiva Košice  | 17 : 6     | 10     |
| 2.     | FC Carl Zeiss Jena | 8 : 3      | 8      |
| 3.     | Austria Salzburg   | 2 : 9      | 4      |
| 4.     | AC Horsens         | 3 : 12     | 2      |

### Groep B6
| plaats | Club            | Doelpunten | Punten |
| ------ | --------------- | ---------- | ------ |
| 1.     | Odra Opole      | 9 : 1      | 11     |
| 2.     | Jednota Trenčín | 9 : 4      | 7      |
| 3.     | FC Magdeburg    | 12 : 9     | 6      |
| 4.     | Hvidovre IF     | 5 : 21     | 0      |

### Groep B7
| plaats | Club                   | Doelpunten | Punten |
| ------ | ---------------------- | ---------- | ------ |
| 1.     | Eintracht Braunschweig | 11 : 7     | 9      |
| 2.     | Lausanne Sports        | 14 : 10    | 7      |
| 3.     | FC Tirol Innsbruck     | 8 : 12     | 4      |
| 4.     | AB Kopenhagen          | 3 : 7      | 4      |

### Groep B8
| plaats | Club           | Doelpunten | Punten |
| ------ | -------------- | ---------- | ------ |
| 1.     | Legia Warszawa | 16 : 6     | 10     |
| 2.     | Hannover 96    | 16 : 7     | 8      |
| 3.     | BK Frem        | 7 : 9      | 5      |
| 4.     | AC Bellinzona  | 3 : 20     | 1      |